# Lingering Fizz
『Lingering Fizz』（リンガーイング・フィズ）は、marbleの3枚目のオリジナルアルバム。2010年9月22日にGloryHeavenから発売された。

## 概要
付属DVDには、「Lingering Fizz」のMusic Clipが収録されている。10、11曲目の、「ゆらり、ふわり、君となら」と「奏功ドリーム」は、PSPゲーム『マリッジロワイヤル プリズムストーリー』のゴールドとホワイトルートのエンディングテーマ、12曲目の「さくらさくら咲く 〜あの日君を待つ 空と同じで〜」は、テレビアニメ『ひだまりスケッチ×☆☆☆』のエンディングテーマとして使用された。

## 収録曲
（作詞：micco 編曲：菊池達也）
1. Lingering Fizz [4:15]
作曲：micco
2. to the end 〜永遠に輝く花〜 [3:33]
作曲：菊池達也
3. 朝はやってくる、short filmのように。 [5:39]
作曲：菊池達也
4. 優しい風、君の笑顔 [5:07]
作曲：micco
5. silent [5:01]
作曲：micco
6. そよ風のゴール [3:54]
作曲：micco
7. brand new days [4:07]
作曲：菊池達也
8. ドゥラリ [5:15]
作曲：micco
9. monopolize [3:14]
作曲：菊池達也
10. ゆらり、ふわり、君となら [4:00]
作曲：菊池達也
  - PSPゲーム『マリッジロワイヤル プリズムストーリー』ゴールドルートエンディングテーマ
11. 奏功ドリーム [3:25]
作曲：菊池達也
  - PSPゲーム『マリッジロワイヤル プリズムストーリー』ホワイトルートエンディングテーマ
12. さくらさくら咲く 〜あの日君を待つ 空と同じで〜 [3:45]
作曲：菊池達也 ストリングス編曲：ぺーじゅん
  - テレビアニメ『ひだまりスケッチ×☆☆☆』エンディングテーマ

## DVD
1. Lingering Fizz（PV）